# أنتوني فيليبس (كاتب أغاني)
أنتوني فيليبس (بالإنجليزية: Anthony Phillips)‏ هو عازف قيثارة وعازف بيانو وكاتب أغاني وملحن ومغني بريطاني، ولد في 23 ديسمبر 1951 في لندن في المملكة المتحدة.

## وصلات خارجية
- الموقع الرسمي
- أنتوني فيليبس على موقع IMDb (الإنجليزية)
- أنتوني فيليبس على موقع ميوزك برينز (الإنجليزية)
- أنتوني فيليبس على موقع إن إن دي بي (الإنجليزية)
- أنتوني فيليبس على موقع أول ميوزيك (الإنجليزية)
- أنتوني فيليبس على موقع ديسكوغز (الإنجليزية)
- أنتوني فيليبس على موقع قاعدة بيانات الفيلم (الإنجليزية)